# Geografia di San Marino

## Geografia fisica
San Marino (43°46′N 12°25′E) è il terzo Paese più piccolo d'Europa, con una superficie di 61,19 km², dietro soltanto a Monaco e alla Città del Vaticano.
È un'enclave nell'Italia settentrionale, compresa tra le Regioni Emilia-Romagna a nord e a sud-ovest (provincia di Rimini) e le Marche a sud (provincia di Pesaro e Urbino) e non ha quindi sbocco sul mare. Il confine con l'Italia si sviluppa per 39 km.

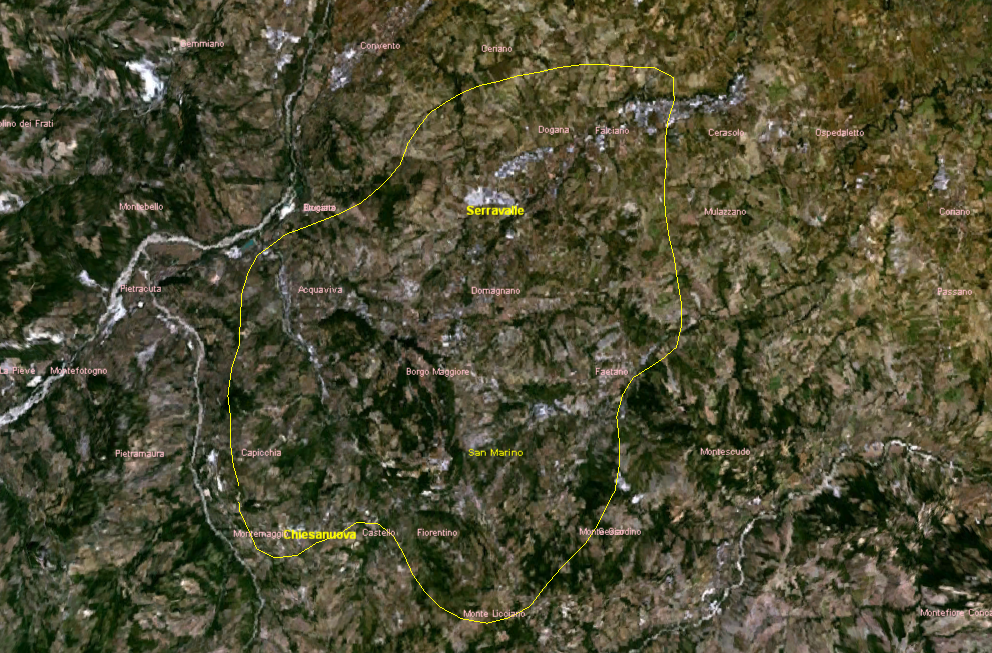
Immagine dal satellite

Sorge sull'Appennino tosco-romagnolo: il Monte Titano con un'altezza di 755 metri sopra il livello del mare, è il punto più alto del Paese. Il punto più basso si registra sul torrente Ausa, con 55 metri sopra il livello del mare.
I punti estremi sono:
- Nord: Serravalle (43°59′30″N 12°30′30″E)
- Sud: Fiorentino (43°53′45″N 12°27′20″E)
- Ovest: Acquaviva (43°56′55″N 12°24′30″E)
- Est: Faetano (43°56′30″N 12°31′00″E)

Il terreno è destinato a usi agricoli per il 17%, ad altri usi per la restante parte (stima 1993). Risorse naturali del Paese sono cave di pietra.
Non vi sono corsi d'acqua di dimensioni rilevanti: i principali sono l'Ausa, il Marano, e il Rio San Marino.
Il clima è subtropicale umido (Cfa) temperato umido (Cfb), con estati calde e inverni miti.
Le precipitazioni medie annue sono di 686 mm di pioggia.
San Marino ha aderito ai Trattati internazionali in materia ambientale sulla biodiversità, sul cambiamento climatico, sulla desertificazione, sulla messa al bando dei test nucleari; ha firmato, ma non ratificato il trattato sull'inquinamento dell'aria.

### Orografia

#### Monti
| Denominazione        | Altezza (m) |
| -------------------- | ----------- |
| Monte Titano         | 755 m       |
| Monte Carlo          | 559 m       |
| Monte Pennicciola    | 544 m       |
| Monte La Serra       | 529 m       |
| Monte San Cristoforo | 529 m       |
| Monte Ventoso        | 414 m       |
| Monte della Mandra   | 352 m       |
| Monte Pulito         | 346 m       |
| Monte Cucco          | 319 m       |
| Montelupo            | 258 m       |
| Monte Olivo          | 251 m       |

### Idrografia

#### Corsi d'acqua
- Ausa
- Cando
- Fiumicello
- Marano
- San Marino

#### Laghi
| Nome lago       | Zona geografica  | Sito nel castello di |
| --------------- | ---------------- | -------------------- |
| Lago di Faetano | Valle del Marano | Faetano              |

## Geografia politica
Il territorio dello Stato è suddiviso in 9 municipalità dette Castelli, che corrispondono alle antiche parrocchie della Repubblica:
- Acquaviva
- Borgo Maggiore
- Chiesanuova
- Domagnano
- Faetano
- Fiorentino
- Montegiardino
- San Marino
- Serravalle.

Analogamente ai comuni italiani, ogni Castello comprende un capoluogo e delle frazioni.
Il Castello più grande per numero di abitanti è Serravalle, che conta circa 11 000 abitanti.
Uno dei centri più grandi è Dogana che ha 7 000 abitanti, che tuttavia non costituisce una Castello autonomo ma fa parte del Castello di Serravalle.
Altre importanti località sono Cailungo e San Giovanni (frazioni di Borgo Maggiore) nonché Fiorina (frazione di Domagnano) e Murata (frazione di Città di San Marino).
La capitale, Città di San Marino (4 277 abitanti, 2011), è situata sul Monte Titano.
I 9 castelli della Repubblica di San Marino confinano con 7 comuni italiani (ordinati in senso orario dal punto più a nord):
| Castello            | Confinante con                    |
| ------------------- | --------------------------------- |
| Serravalle          | Verucchio, Rimini, Coriano        |
| Domagnano           | Coriano                           |
| Faetano             | Coriano, Montescudo, Sassofeltrio |
| Montegiardino       | Sassofeltrio, Monte Grimano Terme |
| Fiorentino          | Monte Grimano Terme, Sassofeltrio |
| Chiesanuova         | San Leo, Verucchio                |
| Città di San Marino | San Leo                           |
| Acquaviva           | San Leo, Verucchio                |
| Borgo Maggiore      | Verucchio                         |

Vicino al confine con San Marino si trovano i seguenti centri abitati frazioni di comuni italiani:
- Cerasolo, frazione di Coriano (RN)
- Albereto, frazione di Montescudo (RN)
- Pieve Corena, frazione di Verucchio (RN)
- Torello, frazione di San Leo (RN)

## Altre informazioni
- Coordinate geografiche: 43°46'N, 12°25'E
- Mappa di riferimento: Europa
- Superficie:
  - totale: 61,19 km²
  - terrestre: 61,19 km²
  - acque territoriali: 0 km²
- Grande come: approssimativamente lo 0,3% di Washington
- Frontiere:
  - totali: 39 km
  - paesi confinanti: Italia: 39 km
- Coste: 0 km (senza sbocco al mare)
- Clima: subtropicale umido; inverni temperati o freddi; estati calde
- Terreno: collinare
- Altitudini estreme:
  - Punto più basso: torrente Ausa 55 m
  - Punto più alto: Monte Titano 749 m
- Risorse naturali: Pietre da costruzioni.
- Uso del suolo:
  - Terra coltivabile: 17%
  - Desertico: 0%
  - Pascoli permanenti: 0%
  - Boschi: 0%
  - Altro: 83% (stima 1993)
- Terra irrigata: NA
- Pericoli naturali: NA
- Ambiente - problemi attuali: NA
- Ambiente - Accordi internazionali:
  - Partecipa a: Biodiversità, Cambiamenti del clima, desertificazione, Proibizione delle armi nucleari
  - firmato ma non ratificato: Contaminazioni dell'atmosfera
- Geografia - nota: Senza sbocco sul mare, è il più piccolo stato indipendente dell'Europa dopo Vaticano e Monaco